# Isla Nicollet
La isla Nicollet (en inglés: Nicollet Island) es una isla estadounidense en el río Misisipí, al norte del centro de Minneapolis, en el estado de Minnesota, llamada así por el cartógrafo, Joseph Nicollet, que realizó levantamientos topográficos de la cuenca del curso alto del Misisipí durante la década de 1830. La Secundaria Delasalle y el Hotel Nicollet Island Inn se encuentran allí, así como tres edificios multifamiliares residenciales y veintidós casas restauradas de la época victoriana situadas en el extremo norte de la isla. El hotel fue construido en 1893 como «Island Sash and Door Company».
El puente Avenida Hennepin cruza el Misisipí aquí haciendo la conexión del centro con el noreste de Minneapolis.